# Birth Defects Research
Birth Defects Research ist eine wissenschaftliche Fachzeitschrift, die vom Wiley-Blackwell-Verlag veröffentlicht wird. Die Zeitschrift wurde im Jahr 1968 unter dem Namen Teratology gegründet und im Jahr 2003 mit der Zeitschrift Teratogenesis, Carcinogenesis, and Mutagenesis (gegr. 1980) unter dem Namen Birth Defects Research Part A - Clinical and Molecular Teratology fusioniert. Im Januar 2017 wurde die Zeitschrift mit Birth Defects Research Part B und Birth Defects Research Part C unter dem Namen Birth Defects Research zusammengelegt. Die Zeitschrift ist das offizielle Veröffentlichungsorgan der Society for Birth Defects Research and Prevention.
Der Impact Factor der Zeitschrift lag im Jahr 2018 bei 3,2.